# Nguyễn Phúc Miên Phong
Nguyễn Phúc Miên Phong (chữ Hán: 阮福綿寷; 16 tháng 5 năm 1824 – 30 tháng 10 năm 1860), tước phong Tân Bình Quận công (新平郡公), là một hoàng tử con vua Minh Mạng nhà Nguyễn trong lịch sử Việt Nam.

## Tiểu sử
Hoàng tử Miên Phong sinh ngày 18 tháng 4 (âm lịch) năm Giáp Thân (1824), là con trai thứ 27 của vua Minh Mạng, mẹ là Thất giai Quý nhân Đỗ Thị Tùng. Ông là người con duy nhất của bà Quý nhân. Miên Phong tính tình đôn hậu, thông các kinh sử, thích ca hát và hay đánh đàn hồ, thật thà nhũn nhặn như người học trò, rất được vua quý.
Anh thứ mười của hoàng tử Miên Phong là Tùng Quốc công Miên Thẩm, lúc soạn bài hát trong cung có nói về ông rằng: "Đánh đàn hồ là thói ưa thích của người xưa, khi trước Lương là bậc vương tôn đức chẳng vừa. Vũ Đế đã khen Liễu Vận là thơ hay" (Thơ án Đỗ có câu: "Lương nhật đế vương tôn", nghĩa là "con cháu của đế vương đời nhà Lương").
Năm Minh Mạng thứ 21 (1840), vua phong cho ông làm Tân Bình Quận công (新平郡公). Cùng năm đó, vua cho đúc các con thú bằng vàng để ban thưởng cho các hoàng thân anh em, các hoàng tử công và hoàng tử chưa được phong tước. Quận công Miên Phong được ban cho một con bạch trạch bằng vàng nặng 6 lạng 7 đồng cân.
Quận công Miên Phong thường cùng với bọn vô lại lén lút tự tiện ra ngoài cửa Kinh thành chơi bời bừa bãi. Đầu năm Thiệu Trị thứ nhất (1841), Tôn nhân phủ đem việc ấy tâu lên, vua sai tước lương bổng của quận công 1 năm, bắt phải đóng cửa phủ để tự hối cải, hai tháng không được ra bên ngoài. Quản gia của phủ quận công bị cách chức, còn bọn vô lại kia đều phải phát phối làm lính ở Ai Lao.
Năm Tự Đức thứ 13 (1860), Canh Thân, vào ngày 17 tháng 9 (âm lịch), quận công Miên Phong qua đời, hưởng dương 37 tuổi, thụy là Tĩnh Ý (靜懿). Tẩm của ông được táng tại làng Dương Xuân, ngày nay tọa lạc tại phường Phường Đúc, Huế. Do không có con trai nối dõi nên ông được thờ ở đền Triển Thân. Năm Hàm Nghi thứ nhất (1885), mùa thu, đem bài vị của ông hợp thờ ở đền Thân Huân.
Quận công Miên Phong có một con trai (mất sớm) và 3 con gái. Ông được ban cho bộ chữ Cách (革) để đặt tên cho các con cháu trong phòng.